# Concerto delle menti
Concerto delle menti è l'album d'esordio dei Pholas Dactylus, pubblicato nel 1973.

## Il disco
L'album consiste in un'unica suite lunga 53 minuti, che nella versione in vinile è divisa in due tracce tra i due lati del disco.
Musicalmente, la composizione è tipicamente progressive, basata su una serie di momenti strumentali di sapore spesso jazzistico, su cui si innestano le parti vocali, che presentano la peculiarità di non essere cantate, bensì recitate.
Il testo, spesso oscuro nei suoi richiami, è ricco di riferimenti all'arte decadente, alla religione e alla poesia beat, e si presenta come critica alla società contemporanea.

## Tracce

### Lato A
1. Concerto delle menti (prima parte) – 29:15

### Lato B
1. Concerto delle menti (seconda parte) – 23:51

## Formazione
- Paolo Carelli – voce recitante
- Valentino Galbusera – tastiere
- Maurizio Pancotti – pianoforte
- Eleino Colledet – chitarra
- Rinaldo Linati – basso
- Giampiero Nava – batteria